# 보이치에흐 나렘프스키
보이치에흐 나렘프스키(폴란드어: Wojciech Narębski) (1925년 4월 14일 ~ )는 폴란드군 참전 용사 출신의 지질학자다.
자신의 동료인 폴란드군 참전 곰 보이텍 동상 건립 모금 운동을 적극적으로 벌이고 있다.

## 생애

### 생애 초반
1925년 4월 14일, 폴란드 제2공화국 브워츠와베크(Włocławek)에서 건축가 스테판 나렘프스키(Stefan Narębski)의 아들로 태어났다. 세 살 때 가족들이 브워츠와베크(Włocławek)에서 빌노(Wilno)로 이사했다. 하지만 소비에트 연방의 폴란드 침공으로 인해 1939년 빌뉴스가 리투아니아에 합병되었고 그 다음 해에는 리투아니아 전체가 소련에 강제 합병되었다. 이로 인해 나렘프스키 가족들은 폴란드계 소련인으로 분류되어서 1941년에 내무인민위원회(НКВД)에 체포당했다. 체포 이후 빌뉴스에 수감되었다가 고리키 시에 있는 교도소로 옮겨졌다. 이후 폴란드군 포로, 폴란드계 소련인 등으로 구성된 친소 폴란드군에 입대했다. 보이치에흐 야루젤스키(Wojciech Jaruzelski) 장군과 여기까지는 비슷한 인생을 살았다.

### 제2차 세계 대전
친소 폴란드군에 입대한 후 소련에서 훈련을 받았다. 이후 브와디스와프 안데르스 장군을 따라서 소련에서 이란으로 이동했다. 소련을 벗어난 친소 폴란드군은 폴란드 망명 정부의 지휘를 받는 폴란드 서부군과 함께하게 되었다.
이후 친소 폴란드군은 해산되었고 자유 폴란드군 2군단으로 재편되었다. 나렘프스키는 아직 젊은 나이였기 때문에 군대에서 공부를 하여 1943년 중학교 졸업장을 얻었다. 이후 1946년에 군대에서 고등학교를 졸업했다.
나렘프스키는 2군단 22 포탄 보급 중대에 배치되었다. 거기서 22 포탄 보급 중대에 배속된 참전 시리아불곰 보이테크(Wojtek)를 만나게 되었다. 그는 보이텍과 같이 몬테카시노 전투에 병으로 참전하여 포를 쏘고 있을 때 그 포탄을 나르는 일을 하였다.

### 전후
전쟁이 끝나고 가족과 함께 폴란드 인민 공화국 토룬(Toruń)으로 돌아갔기에 보이텍과 헤어지게 되었다.
이후 토룬 니콜라우스 코페르니쿠스 대학교에 입학해서 광물학을 전공했다. 1952년 졸업했다.
1957년 크라쿠프(Kraków) 야기에우워 대학교(Uniwersytet Jagielloński)에서 박사 학위를 취득했다.
1973년 부교수가 되었으며 1986년 61세의 나이로 지질학 교수가 되었다.
교수가 된 이후에 지질학 연구 뿐만 아니라 이탈리아 전역에서 활약한 자유 폴란드군 2군단에 대한 저술 활동에도 열중하였다. 자유 폴란드군에 대한 저술 활동을 한 공로로 2004년에 폴란드 정부로부터 훈장을 받았다.
현재는 그의 동료 보이텍을 기념하는 사업에 참여하고 있다. 특히 보이텍 동상 건립 모금 운동에 열중하였다. 2013년 6월 7일, 그의 노력 덕분에 폴란드 자간(Żagań)에 보이텍 동상이 건립되었다. 2014년 5월 18일, 그의 노력으로 크라쿠프(Kraków) 헨리크 요르단 공원(Park Jordana)에 보이텍 동상이 건립되었다.

## 서훈 내역
- Krzyż Pamiątkowy Monte Cassino
- Order Odrodzenia Polski
- Krzyż Czynu Bojowego Polskich Sił Zbrojnych na Zachodzie
- Order Zasługi Republiki Włoskiej
- Krzyż Armii Krajowej
- Medal Wojska

### 사진 보기
1. ↑  사진

### 동영상 보기
1. ↑  유튜브에서 보이텍 동상 건립 모금 운동을 진행하시는 나렘프스키 교수(영어로 말하심)